# مات داي
مات داي (بالإنجليزية: Matt Day)‏ هو ممثل أسترالي، ولد في 28 سبتمبر 1971 في أستراليا.

## وصلات خارجية
- مات داي على موقع IMDb (الإنجليزية)
- مات داي على موقع قاعدة بيانات الفيلم (الإنجليزية)